# FLS

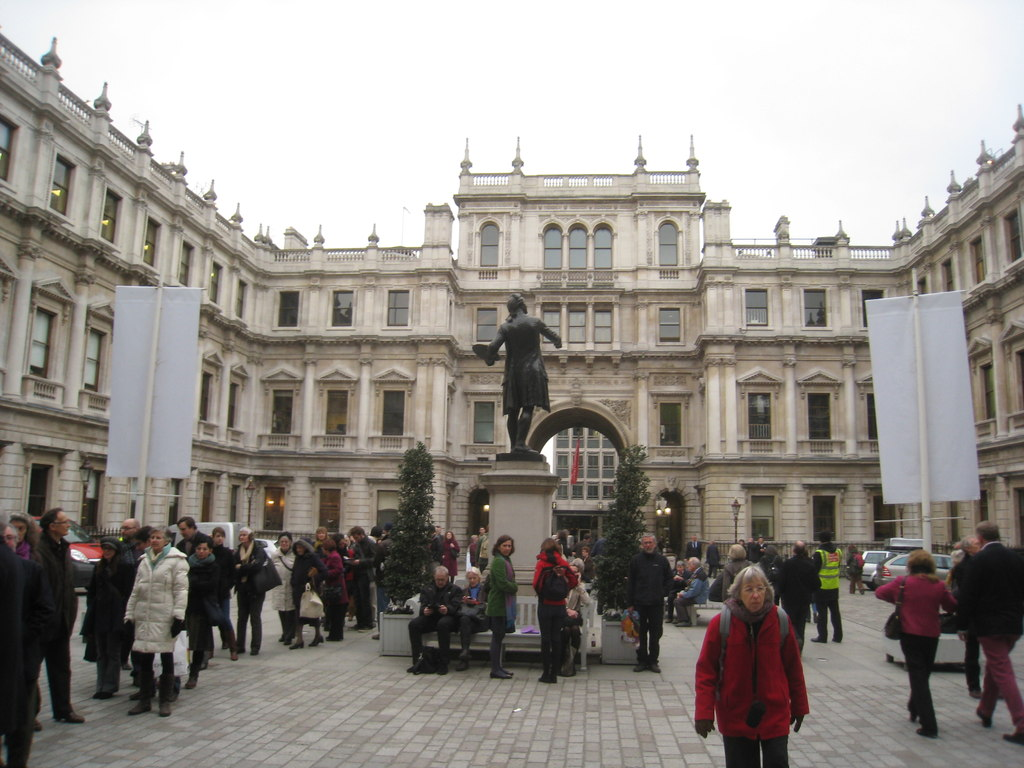
Burlington House, sídlo Linného společnosti v Londýně

Fellowship of the Linnean Society (FLS) je ocenění a post-nominální titul udělovaný Linného společností v Londýně. Jedná se o velmi prestižní a zároveň nejdéle fungující biologickou společnost. Mezi členy patří přední světoví odborníci v řadě odvětví biologie, kteří využívají prostory a publikace společnosti k prezentaci nových pokroků ve svých oborech. Získání statutu "fellow" a titulu FLS je považováno za profesní uznání a čest odrážející odbornost a aktivní zájem o rozvoj biologických věd.

## Nositelé
Mezi nejznámější nositele patří: 
- David Attenborough
- Alfred Russel Wallace
- Henry Walter Bates
- Robert Brown
- Charles Darwin

## Nominace
Do roku 2024 doprovázel systém nominace a volby následující systém:
Kandidát musí být nominován alespoň jedním členem Linného společnosti a následně zvolen minimálně dvěma třetinami hlasujících voličů. Po volbách jsou noví členové formálně přijati na schůzi společnosti v Burlington House. Přijetí probíhá formou podpisu do členské knihy, čímž se člen zaváže řídit se stanovami společnosti. Následně prezident společnosti uchopí nového člena za ruku a přednese formuli o přijetí. Zvolený kandidát se musí osobně účastnit ceremonie, v opačném případě mu ocenění nebude uděleno.
Systém po revizi stanov v listopadu 2024:
Udělení titulu FLS není podmíněno prvotní nominací stávajícím členem společnosti. Nejvyšší priorita je kladena na kandidátův přínos oboru. Linného společnost si od implementace této změny slibuje posílení transparentnosti a objektivity procesu udělování členství. Kandidát je nově povinen poskytnout Linného společnosti kontakt na 2 doporučující osoby a dále stručné shrnutí jeho pracovní činnosti, zastávané pozice, kvalifikace a případných úspěchů či ocenění. Následně je kandidát představen komisi pro členství Linného společnosti, která zhodnotí jeho způsobilost. Uchazeč, který získá doporučení komise, je následně volen správní radou na jejím nejbližším zasedání. Zvoleným členům nově nevzniká povinnost účasti na ceremonii pro udělení titulu. Zápis do členské knihy může být proveden při jakékoli příležitosti návštěvy sídla společnosti.
V první polovině roku 2025 udělila Linného společnost celkem 75 titulů FLS. 63 % oceněných již dříve dosáhlo titulu doktor či vyšší akademické hodnosti.

## HonFLS
Fellowship Honoris causa (HonFLS) je nejvyšší ocenění a post-nominální titul udělovaný Linného společností. Členové HonFLS svou prací dosáhli emeritního přínosu v oblasti přírodopisných věd a současně jsou občany Spojeného království. Kandidát je ostatním členům představen na dvou valných hromadách. Po úspěšném zvolení obdrží člen diplom podepsaný prezidentem společnosti, výkonným tajemníkem a pokladníkem. Počet členů Honoris causa nepřesahuje 25.